# Malamadre
Malamadre es una película documental coproducción de Uruguay y Argentina filmada en colores dirigida por Amparo Aguilar sobre su propio guion escrito en colaboración con Agostina Bryk que se estrenó el 19 de diciembre de 2019. El filme cuenta con animaciones realizadas por Macarena Campos.

## Producción
La ópera prima en el largometraje de Aguilar es múltiple en sus formas; contiene entrevistas, escenas resueltas con siluetas mudas y una constante inclusión de ilustraciones, rayones y animaciones. Hay entrevistas, que se hacen en blanco y negro y sobre fondo negro, para lograr una intensidad y concentración mayores que lo habitual a madres que cuentan sus experiencias; también el relato personal de la directora y entrevistas o diálogos de esta con sus dos hijos –mujer y varón- sobre los problemas de relación con ella, sobre los rayes y depresiones de ella. Si bien la directora incluye en las entrevistas a una mujer de 90 y a otra de origen humilde, todas las otras se le parecen: mediana edad, clase media.

## Sinopsis
El filme se abre y se cierra con una pregunta cuya respuesta queda a cargo del espectador: “¿Qué es, para vos, ser una buena madre?”. La película trata de evadir al imaginario social de la maternidad y espiar, sin prejuicios o preconceptos, su lado oculto.

## Intervenciones
El filme cuenta con intervenciones de:
- Alba García Aronno
- Amaru Muñoz Terán
- Ariana Blanco
- Blanca Yáñez
- Carolina Toninelli
- Casandra Da Cunha
- Catalina Locatelli
- Elisa Pollini
- Estela López
- Fernanda Peñarrieta
- Flavia Pérez
- Francisca Biazzi
- Gaspar Salvador
- Juan Locatelli
- María del Sol Carbo
- Marta Dillon
- Paula Villalba
- Tatiana Fosalba
- Amparo Aguilar

## Comentarios
Guilherme de Alencar Pinto en La Diaria escribió:

”La perspectiva feminista que asume la directora contribuye a relativizar las idealizaciones vinculadas a la maternidad como destino ineludible, como bendición o como fuente suficiente de realización…Otro aspecto expresivo de la película es el confinamiento. Casi todas las imágenes son en interiores, lo que contribuye a la intimidad confesional, pero también genera un efecto de encierro……A pesar de que, en un par de ocasiones, se insiste en la consigna feminista de que la maternidad no es una identidad sino una tarea, la película parece partir de la premisa opuesta y se ocupa de la condición de “madre”, casi omitiendo el papel de los padres. Es fuerte el aire de “conversación entre mujeres”.

Horacio Bernades en Página 12 escribió:

” 
El mandato es el primer blanco sobre el que apunta el documental escrito y dirigido por Aguilar. El mandato de ser una buena madre. Esto es: una madre perfecta. Una que lo abandona todo por su hijo/a, que posterga todo, y que jamás se siente harta ni con ganas de mandar todo al demonio por la descomunal carga horaria (y física, y anímica) del primer par de años de crianza, por lo menos…Malamadre no milita en contra de la maternidad, ni como idea ni como hecho. De lo que está en contra es de la idea de que ser una buena madre, o una madre perfecta, es una obligación.“